# Çırtıman, İskenderun
Cırtıman là một xã thuộc huyện İskenderun, tỉnh Hatay, Thổ Nhĩ Kỳ. Dân số thời điểm năm 2011 là 2.618 người.